# Ivan Betskoj

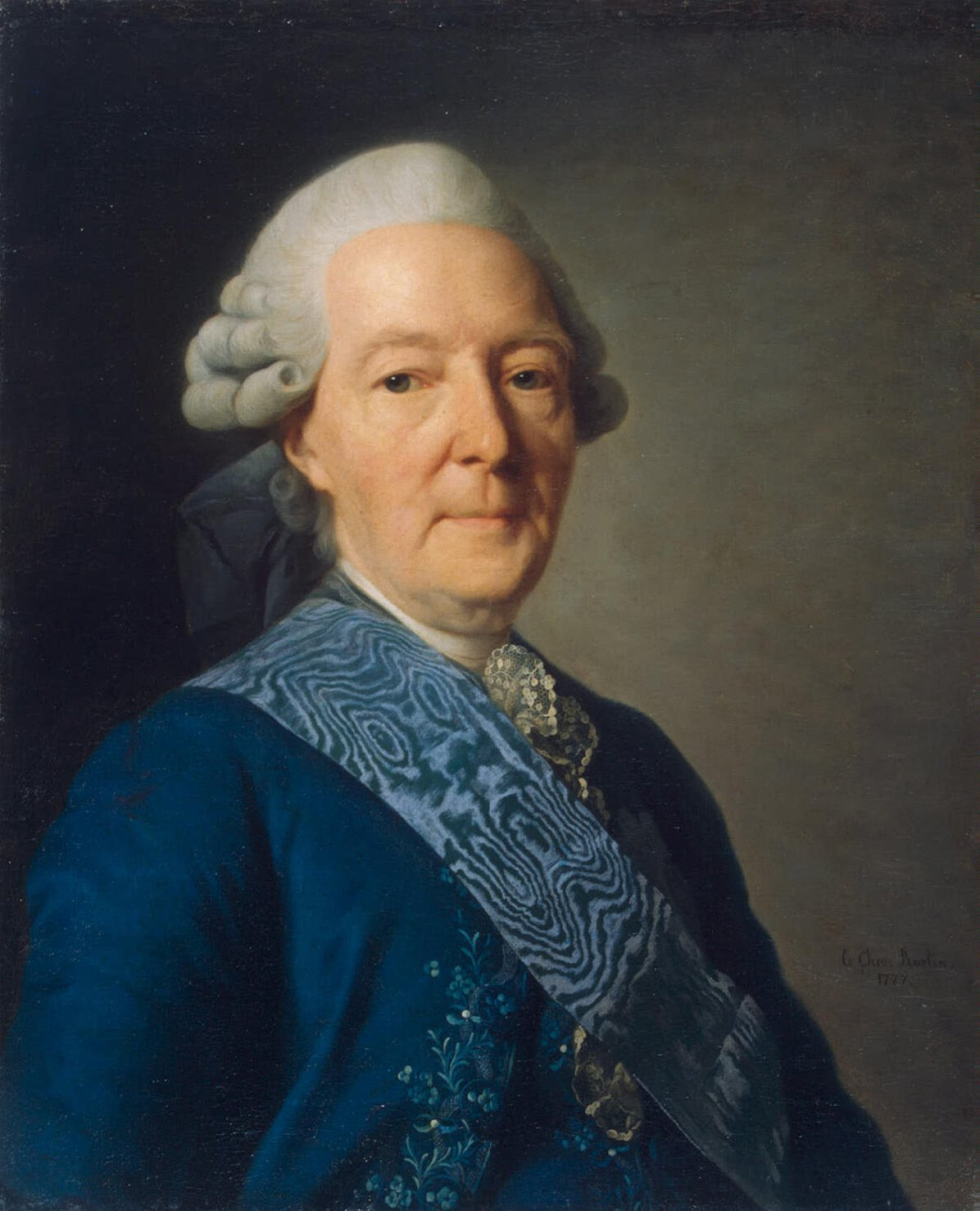
Betskojs porträtt, av Alexander Roslin (1777).

Ivan Ivanovitj Betskoj (ryska: Иван Иванович Бецкой), född den 3 februari 1704 i Stockholm, död den 21 augusti 1795 i Sankt Petersburg, var en rysk konstkännare och filantrop. 1729 anställdes Betskoj i det ryska utrikesministeriet. Han blev sedermera konstkännare i Katarina II:s hov och tjänade även som utbildningsrådgivare åt kejsarinnan.
Betskoj grundade bland annat hittebarnshusen i Moskva 1764 och i Sankt Petersburg 1770 samt Smolnyjinstitutet 1764 (ryska: Смольный институт) som ursprungligen var ett ryskt utbildningsinstitut för adelsdamer (Институт благородных девиц).